# Marko Žitnik
Marko Žitnik, slovenski kanuist na divjih vodah, * 27. februar 1966.

Že od malih nog je povezan z veslanjem, saj je bil njegov oče Leon Žitnik tudi kanuist. To tradicijo nadaljuje tudi njegov sin Rok Žitnik.